# Klosterschule Roßleben

Klosterschule um 1900 vom Turm der St. Andreaskirche fotografiert – die Klosterkapelle ist noch nicht errichtet. Im Vordergrund das „Aqua“.

Die Klosterschule Roßleben ist ein staatlich anerkanntes Gymnasium in freier Trägerschaft mit integriertem Internat und Tagesinternat in Roßleben, Thüringen. Die Schule wurde 1554 durch Heinrich von Witzleben gegründet.

## Geschichte

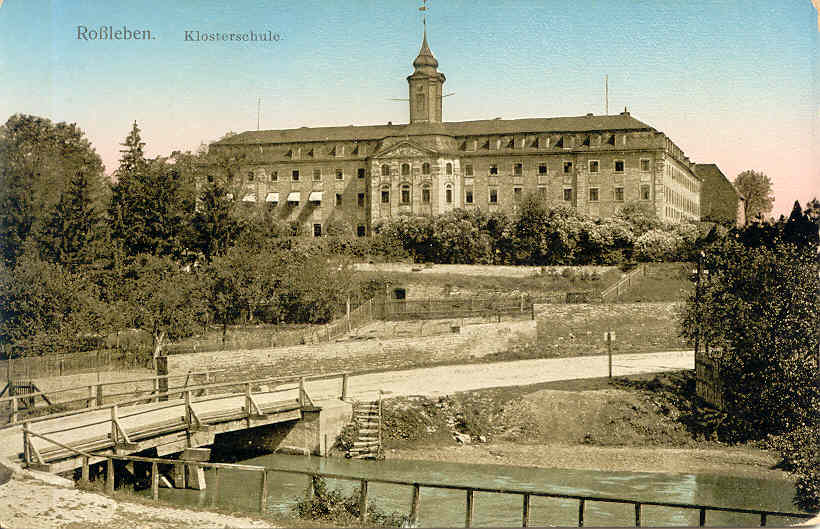
Klosterschule Aufnahme, ca. 1905 aus südlicher Richtung (Straße nach Wiehe).

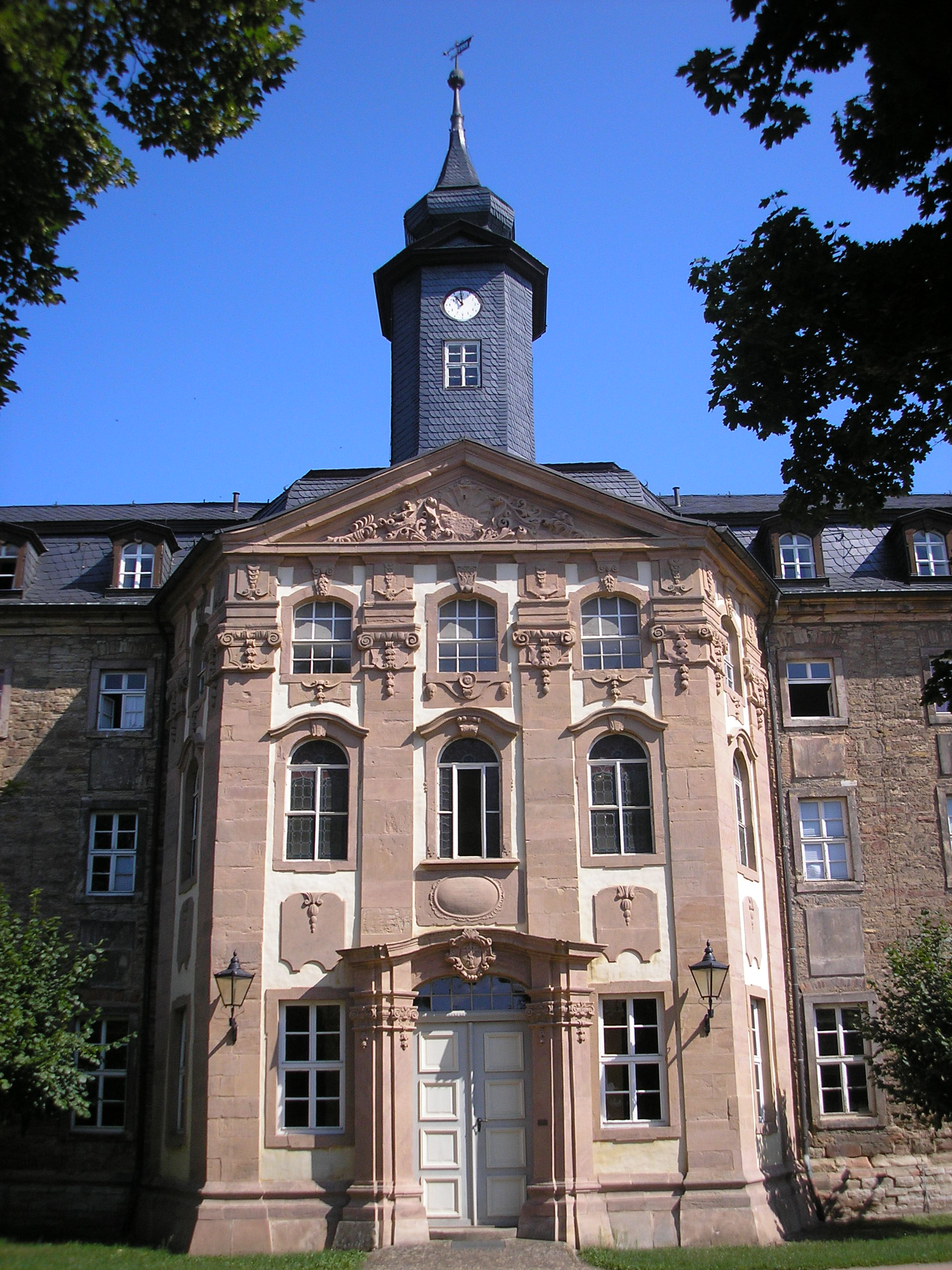
Mittelrisalit

### Vom Kloster zur Klosterschule
Um 1140 gründete Graf Ludwig II. von Wippra am Ufer der Unstrut nahe der Ansiedlung Rostenleba ein Augustinerchorherrenstift. Am 27. April 1142 erhielt das Kloster die Bestätigungsurkunde durch Papst Innozenz II. und am 21. Februar 1174 einen Schutzbrief von Kaiser Friedrich I. (Barbarossa). Diese beiden Dokumente befinden sich noch heute im Besitz der Stiftung Klosterschule Roßleben und werden im Original im Archiv der Stiftung aufbewahrt.
Mitte des 13. Jahrhunderts wurde das Augustinerkloster in ein Zisterzienserinnenkloster umgewandelt. In dem Kloster lebten 50 Nonnen. Als der landgräfliche Hofrichter Christian von Witzleben nach dem Thüringer Grafenkrieg die Hälfte der Burg Wendelstein als Mannlehen erhielt, wurde er damit auch einer der zwei weltlichen Schutzherren des Klosters.
Das Kloster wurde infolge der Reformation Mitte des 16. Jahrhunderts aufgegeben.
1554 wurde im Auftrag des letzten Schirmvogts, dem Ritter und Doktor beider Rechte Heinrich von Witzleben eine Knabenschule gestiftet. Erste Planungen waren bereits 1547 vorausgegangen. Mit der Schulgründung beauftragt wurde Georg Fabricius, ein Schüler Philipp Melanchthons. Dieser war bereits seit 1546 Rektor der Fürstenschule Sankt Afra zu Meißen. Fabricius verfasste als Ephorus der Klosterschule Roßleben deren erstes Schulgesetz, die Leges ludi Vicelebiani.
Seit der Schulstiftung im Jahr 1554 stand und steht ein männliches Mitglied der Familie von Witzleben aus dem Kreise der Agnaten der Stiftung Klosterschule Roßleben als Erbadministrator vor.

### Von der Gründung zum Großbrand
Ab April 1554 unterrichtete der erste Lehrer der Klosterschule Roßleben, Salomo Rhode, 18 Schüler täglich zwei Stunden. Bis September erhöhte sich die Schülerzahl auf 56 und Isaak Faust aus Wittenberg wurde zum ersten Rektor berufen. Ab 1556 unterrichteten drei Lehrer etwa 60 Schüler in drei Klassen. Erste Fächer waren alte Sprachen, Philosophie, Religion, Rhetorik, Logik und Musik.
Bis zum Jahr 1639 hatten bereits 1435 Schüler die Schule besucht. Infolge des Dreißigjährigen Krieges musste die Schule geschlossen werden und konnte erst 1675 durch Wolf Dietrich Arnold von Witzleben wieder eröffnet werden.
Am Karfreitag 1686 vernichtete ein Großbrand fast das gesamte Dorf Roßleben, einschließlich des Klostergebäudes. Nur das Pfarrhaus blieb unversehrt. Aus der Bibliothek konnten durch Glück und Zufall 85 alte Urkunden und Dokumente gerettet werden, darunter die Originale der Papst- und Kaiserurkunde.

### Vom Wiederaufbau bis zum Nationalsozialismus
1727 begann der Bau des heutigen Schulgebäudes, welches am 2. Januar 1742 feierlich eingeweiht wurde. Den Plan entwarf der kurfürstliche Bauinspektor J.H. Lobenstein, der auch den Bau leitete. Der Grundstein für die neue Kirche wurde am 4. Oktober 1751 gelegt, allerdings ging der Bau nur langsam voran. 1755 musste zudem auch die Schleuse der nahen Unstrut errichtet werden. Nach dem Ausbruch des Siebenjährigen Krieges 1756 stagnierte der bereits bis zum Dach ausgeführte Bau ganz und verfiel daraufhin in den folgenden Jahren.
Nach der Schlacht bei Jena und Auerstedt 1806 wurde die Klosterschule Roßleben von den Preußischen Truppen während des Rückzugs als Lazarett genutzt. Im Ergebnis des Wiener Kongresses 1815, bei dem bisher sächsische Gebiete an Preußen abgetreten wurden, kam es an der Schule zu politischen Unstimmigkeiten zwischen prosächsischen und propreußischen Schülern, die aber durch Erbadministrator Georg Hartmann von Witzleben und den Rektor Benedikt Wilhelm überwunden werden konnten.
1844 bis 1866 war der Pädagoge August Friedrich Moritz Anton Rektor dieser traditionsreichen Schule, nachdem er dort bereits 1822 seinen Dienst, zunächst als Adjunctus, angetreten hatte.
1875 wurde das Löwendenkmal im Park der Klosterschule zu Ehren der in den Kriegen von 1866 und 1870/71 gefallenen Klosterschüler errichtet. Zu diesem Zeitpunkt war Hartmann von Witzleben der Erbadministrator der Einrichtung.
Um 1880 gab es bereits wieder sieben Klassen mit über 100 Schülern und 13 Lehrer. Zudem brachten bauliche Veränderungen die Schule auf den damaligen neuesten Stand. Es entstanden bis 1910 die Turnhalle, Zentralheizung, sanitäre Anlagen, drei Sportplätze, die Badeanstalt und das Bootshaus, Wohnhäuser für den Rektor und die Lehrer, eine Krankenstation und das Wohnhaus für den Klosterpächter. Erbadministrator war damals Heinrich Graf von Witzleben-Alt-Doebern.
Nach zweijähriger Bauzeit wurde 1913 endlich die neue Klosterkirche im Nordflügel eingeweiht. Hervorzuheben ist dabei der Einbau der für den mitteldeutschen Raum einmaligen Orgel – gebaut von der Orgelbauwerkstatt Dalstein & Haerpfer aus Lothringen.
1919 beging Karl von Schirach, Bruder des späteren NS-Funktionärs Baldur von Schirach, im Internat Roßleben als Schüler Suizid, angeblich aus Verzweiflung über den von Deutschland verlorenen Ersten Weltkrieg.
Im Jahr 1921 wurde der Verein Alter Roßleber e. V. von ehemaligen Schülern gegründet. 1999 gründete sich zudem der Verein der Absolventen der ehemaligen Goethe-Oberschule und des Staatlichen Gymnasiums Klosterschule Roßleben e. V., der jedoch 2010 seine Auflösung beschloss, da durch die Privatisierung der satzungsgemäße Vereinszweck weggefallen war. 2005 fusionierte der Verein Alter Roßleber e. V. mit dem Förderverein Klosterschule Roßleben e. V. zum Verein Klosterschule Roßleben – Ehemalige und Förderer e. V. Im Jahre 2018 erfolgte die Umbenennung des Vereins in Alte Roßleben und Freunde e. V. Der Ehemaligenverein hat momentan ca. 350 Mitglieder und unterstützt die Klosterschule Roßleben in finanzieller und ideeller Hinsicht. Einmal jährlich findet ein traditionelles Vereinstreffen mit feierlichem Bankett statt.

### Fortbestand im NS-Regime
Nach der Machtergreifung der Nationalsozialisten im Jahr 1933 war der damalige Erbadministrator Wolf-Dietrich von Witzleben bemüht, trotz der vorgegebenen neuen Lehrpläne, die Eigenart der Klosterschule Roßleben vor dem Machtanspruch des NS-Staates zu bewahren und die Trägerschaft durch die Stiftung zu erhalten. Gegen alle Verstaatlichungsabsichten trug sein konsequenter Widerstand wesentlich dazu bei, die Umwandlung der Klosterschule in eine Nationalpolitische Erziehungsanstalt zu verhindern. Dabei stand ihm Oberstudiendirektor Kurt Sachse als Rektor zur Seite. Die Leitworte „deo, patriae, litteris“ – „Gott, dem Vaterland, der Wissenschaft“ – sollten weiter die Erziehung prägen.
Zahlreiche ehemalige Klosterschüler schlossen sich dem Widerstand gegen das NS-Regime an. Sechs Absolventen der Klosterschule, Nikolaus Christoph von Halem, Peter Graf Yorck von Wartenburg, Ulrich Wilhelm Graf Schwerin von Schwanenfeld, Egbert Hayessen, Wolf-Heinrich Graf von Helldorff und Heinrich Graf von Lehndorff-Steinort sowie das Mitglied der Stifterfamilie, Generalfeldmarschall Erwin von Witzleben, wurden wegen ihrer Beteiligung am Attentat auf Adolf Hitler am 20. Juli 1944 in Plötzensee hingerichtet.

### Verstaatlichung in der DDR
Nach dem Zweiten Weltkrieg wurde die Stiftung Klosterschule Roßleben in der Sowjetischen Besatzungszone enteignet. 17 Schüler, fünf Lehrer und der Hausmeister der Klosterschule wurden als angebliche Werwölfe denunziert und von der sowjetischen Militärpolizei verhaftet. Der Hausmeister und zwei Lehrer wurden unmittelbar nach der Verhaftung hingerichtet, 15 der Schüler und die verbleibenden drei Lehrer wurden in die Speziallager Buchenwald und Sachsenhausen interniert. Während der Haft verstarben zwei der Lehrer und drei der Schüler an den Haftbedingungen. Ein Teil der inhaftierten Schüler wurde in Arbeitslager in der Sowjetunion deportiert, der letzte Schüler unter diesen kehrte erst 1955 wieder zurück in die Heimat. 1995 erfolgte durch die Generalstaatsanwaltschaft der Russischen Föderation die vollständige Rehabilitierung aller Verurteilten.
Zu DDR-Zeiten wurde die Schule als Erweiterte Oberschule (EOS) mit Sprachausrichtung (seit 1952 Russischunterricht) ab dem 28. August 1949 unter dem Namen Goetheschule weitergeführt. Auch während dieser Zeit versuchten die Lehrer und Erzieher, insbesondere unter der langjährigen Führung des Schulleiters Ernst Bösemüller, die traditionellen Moralvorstellungen dieser Schule zu wahren. Dies schlug sich vor allem in musischen und künstlerisch-kreativen sowie sportlichen Angeboten nieder. Die obligate produktive Arbeit der Schüler erfolgte im Kaliwerk Roßleben und später auch in anderen Betrieben, wie z. B. in der Kyffhäuserhütte Artern.

### Nach der Wiedervereinigung
Nach der Wiedervereinigung wurde die stark sanierungsbedürftige Schulanlage unter Leitung von Friedrich-Karl von Witzleben kostspielig renoviert. Beispielsweise wurde eine zu DDR-Zeiten zerstörte Glasmalerei in der zum „Karl-Marx-Festsaal“ umfunktionierten Kapelle rekonstruiert. Die Stiftung Klosterschule Roßleben, die das Schulgelände und Teile des ehemaligen Klosterguts, nicht aber die einstigen 286 Hektar Agrarland zurückerhalten hatte, schloss als Eigentümerin des nunmehr acht Hektar großen Schulcampus mit dem Kreis Artern einen Nutzungsvertrag bis zum Jahr 2017. Dieser wurde später vom Landkreis Kyffhäuserkreis weitergeführt. Als Schulträger betrieb der Kyffhäuserkreis das Staatliche Gymnasium „Klosterschule“ Roßleben unter Leitung Erich Hofereiters in den Liegenschaften der Stiftung.

### Heute
Am 18. Dezember 2008 wurde der Nutzungsvertrag zwischen dem Kyffhäuserkreis und der Stiftung Klosterschule Roßleben im beiderseitigen Einvernehmen vorfristig aufgehoben. Die Stiftung Klosterschule Roßleben übernahm damit, unter der Geschäftsführung von Christian von Witzleben, wieder die Trägerschaft über die Schule. Mit Bescheid des Thüringer Kultusministeriums vom 25. Juni 2009 folgte dem aufgelösten Staatlichen Gymnasium „Klosterschule“ Roßleben die Klosterschule Roßleben als Gymnasium in freier Trägerschaft. Erbadministrator ist derzeit Moritz von Witzleben.
Aktuell besuchten etwa 390 Schülerinnen und Schüler die Klosterschule Roßleben. Das Internat verfügt über 110 Plätze. Die Schulgebühren für ortsansässige Schüler aus dem Kyffhäuserkreis werden vorerst vom Landkreis übernommen.

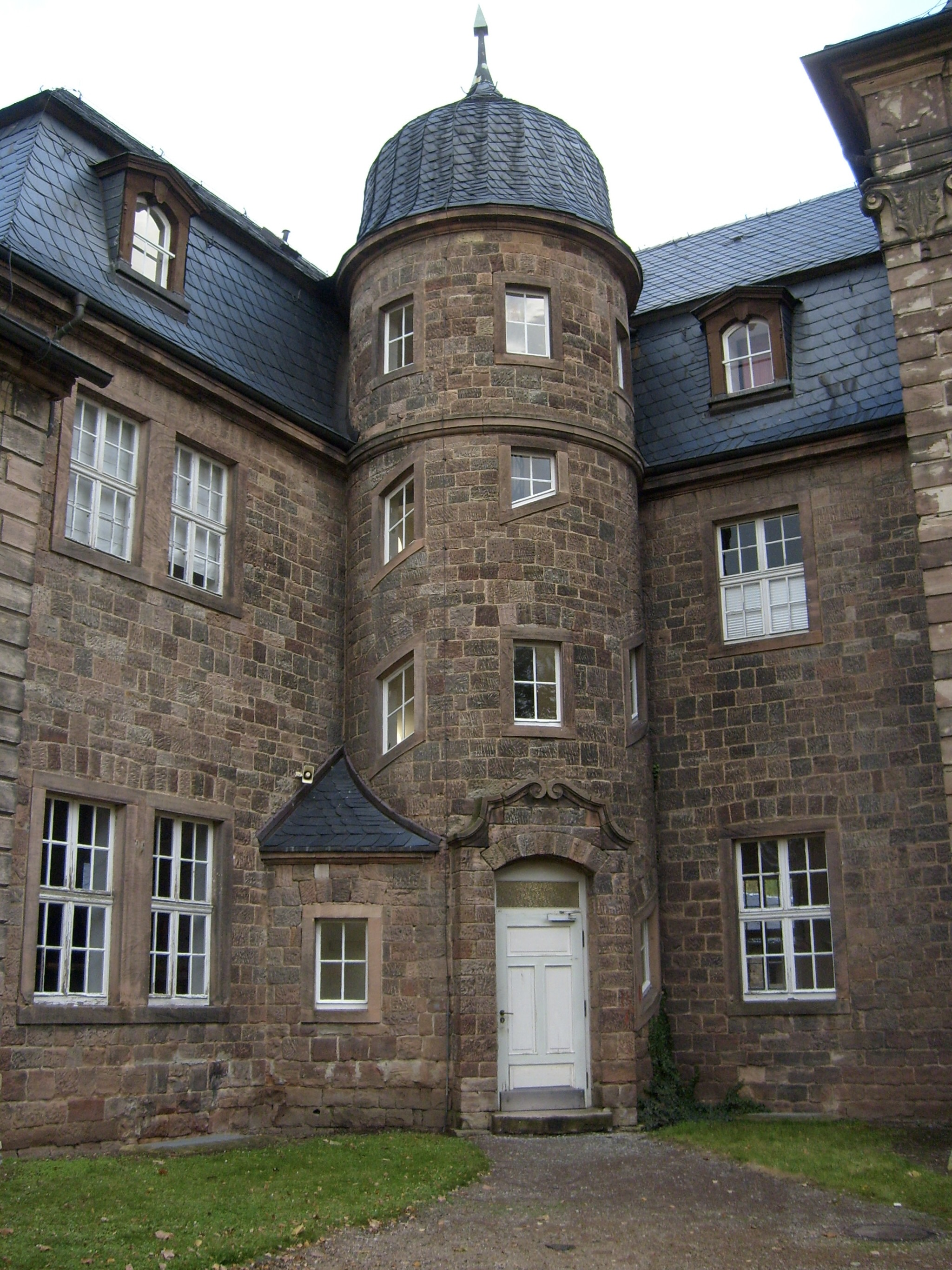
Der ehemalige Physikturm
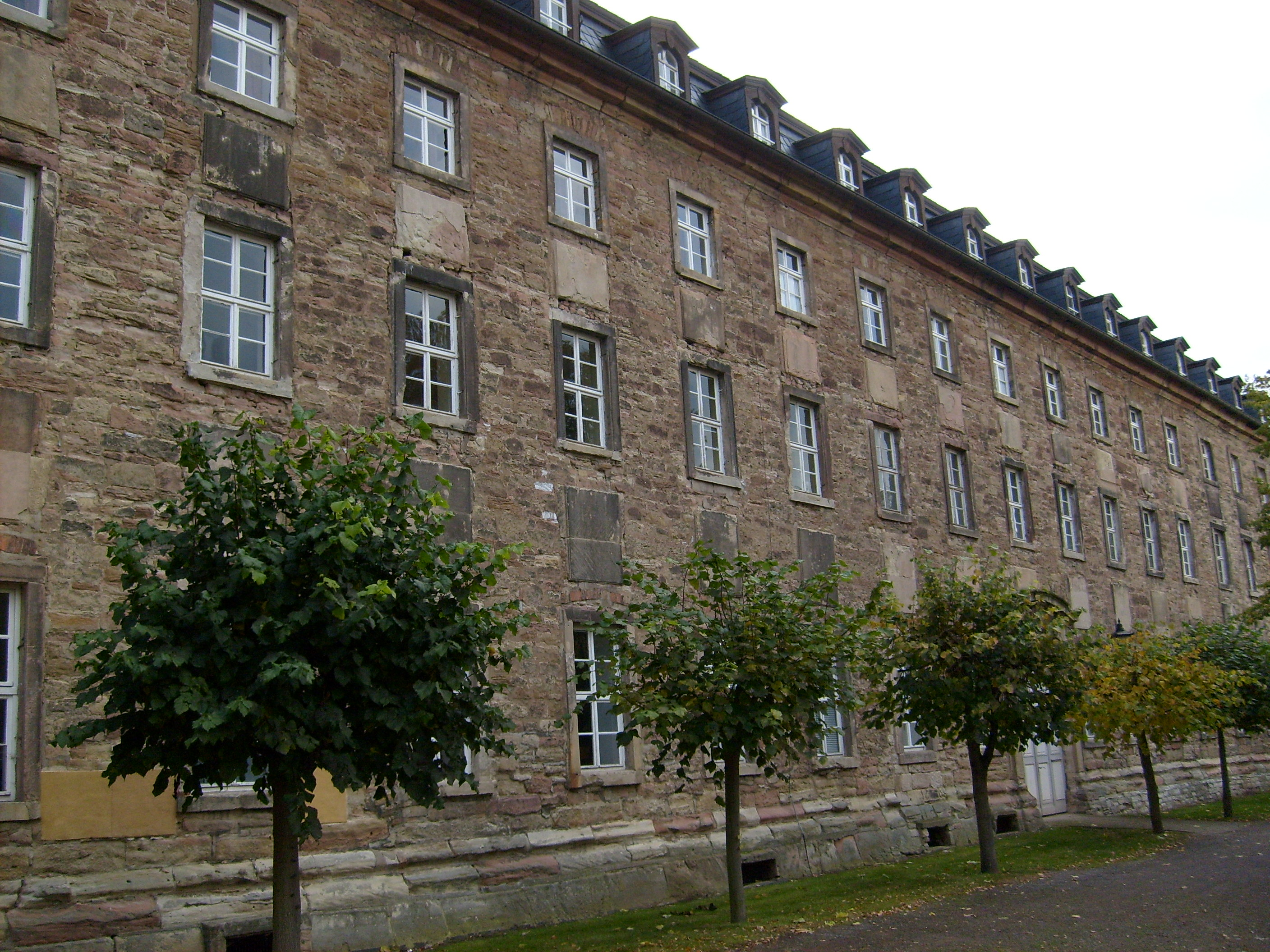
Ansicht vom Park her (Westseite)
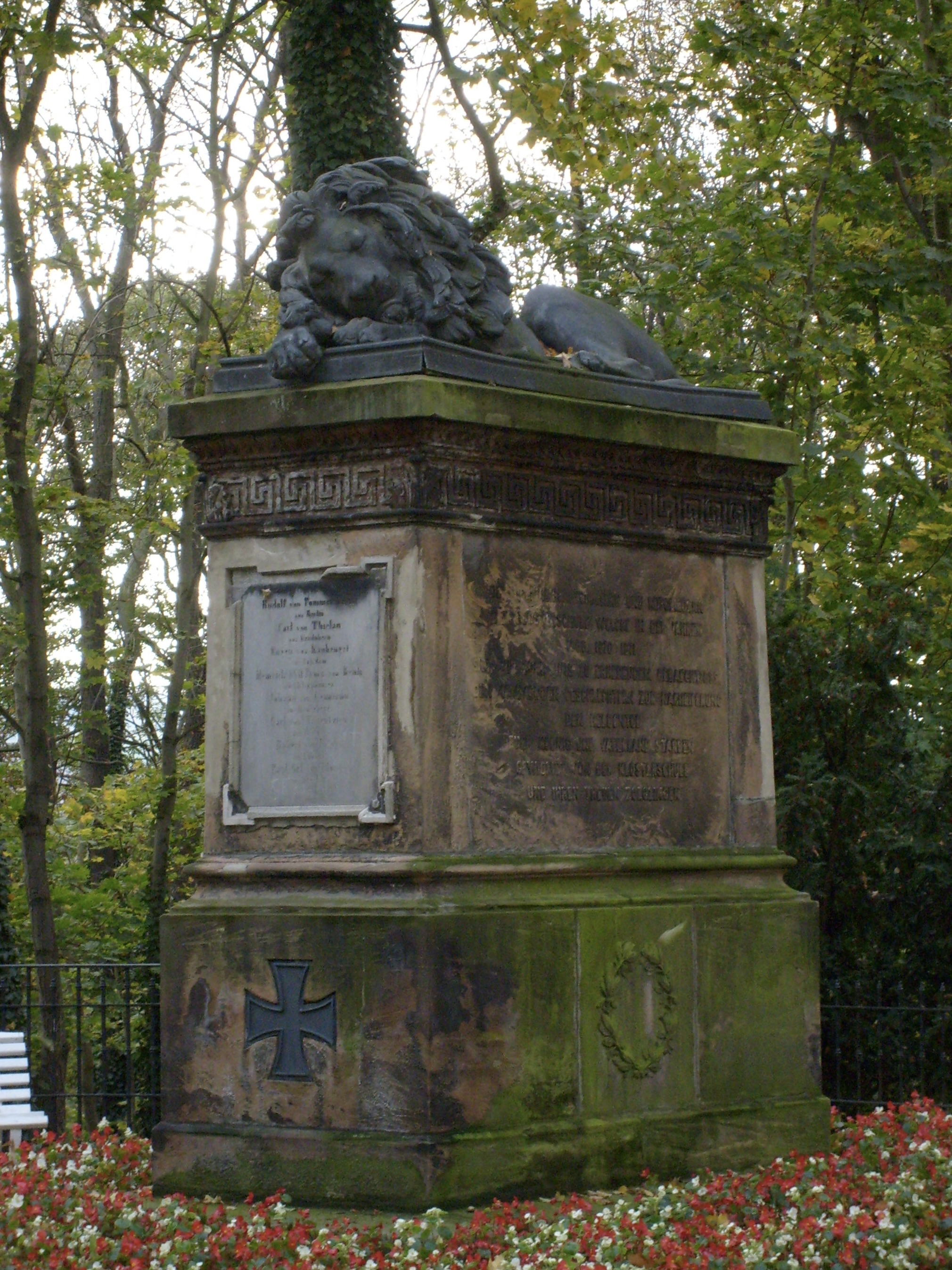
Löwendenkmal im Park
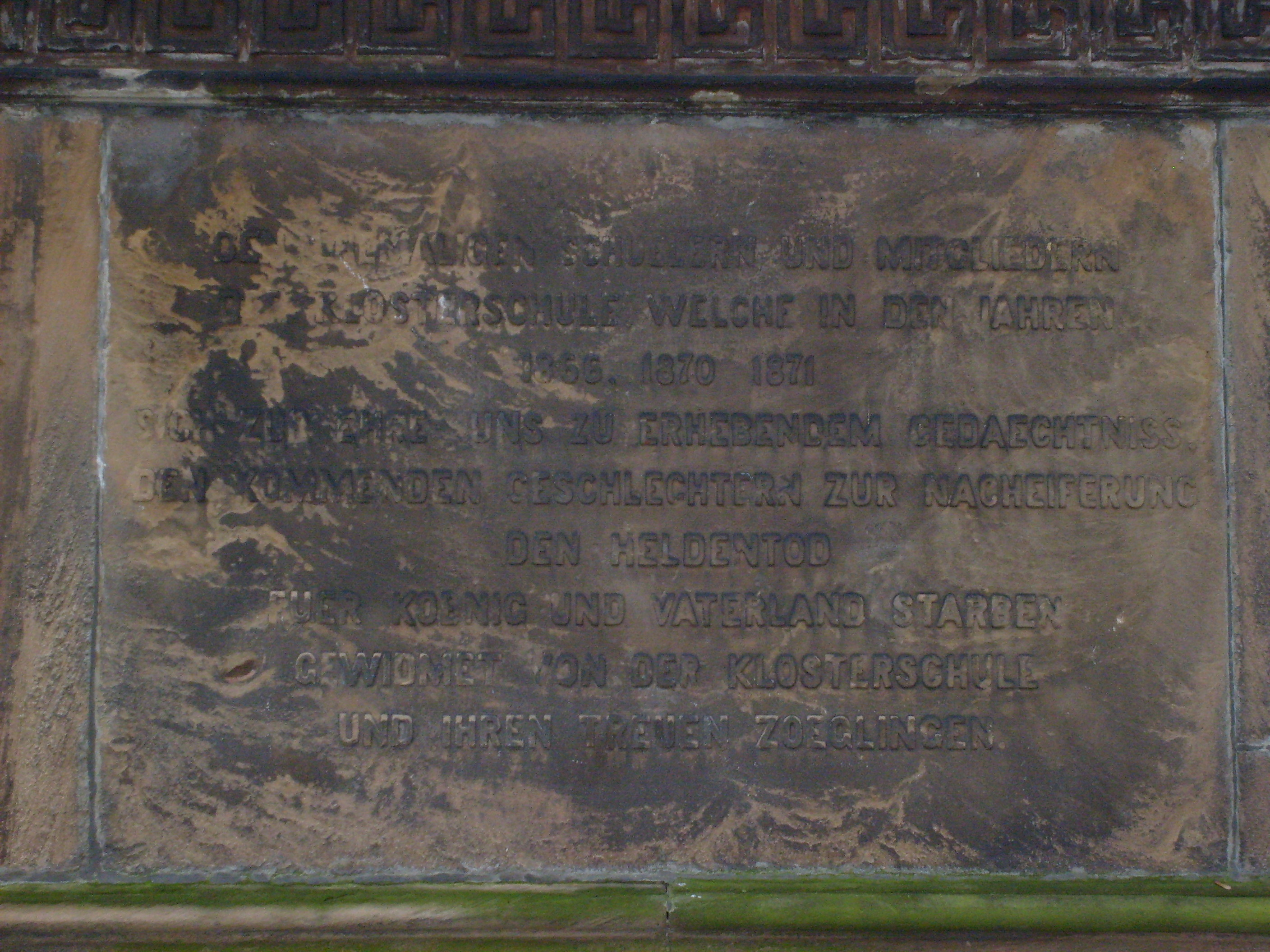
Inschrift am Löwendenkmal
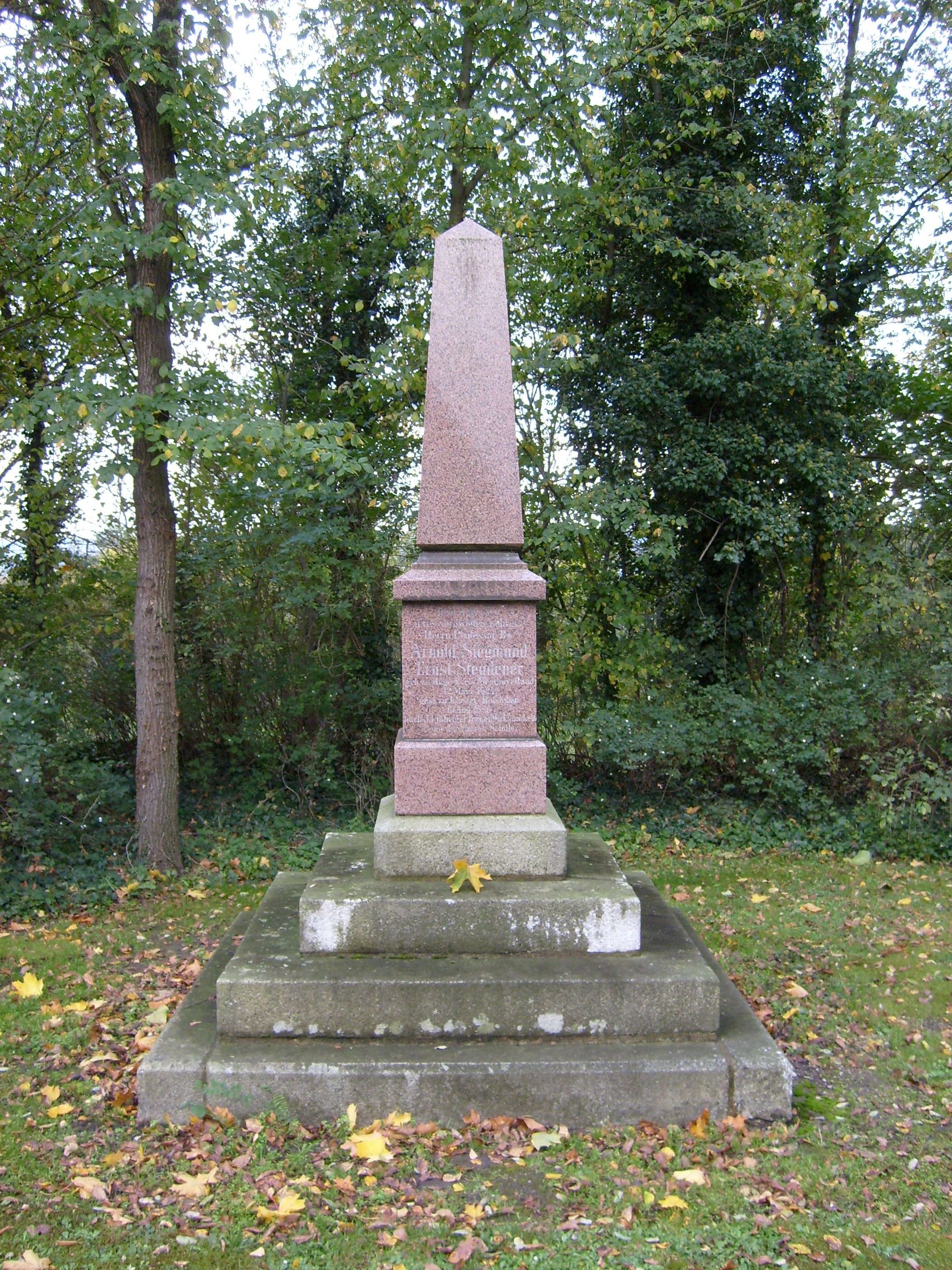
Obelisk für Arnold Siegmund Ernst Steudener im Park
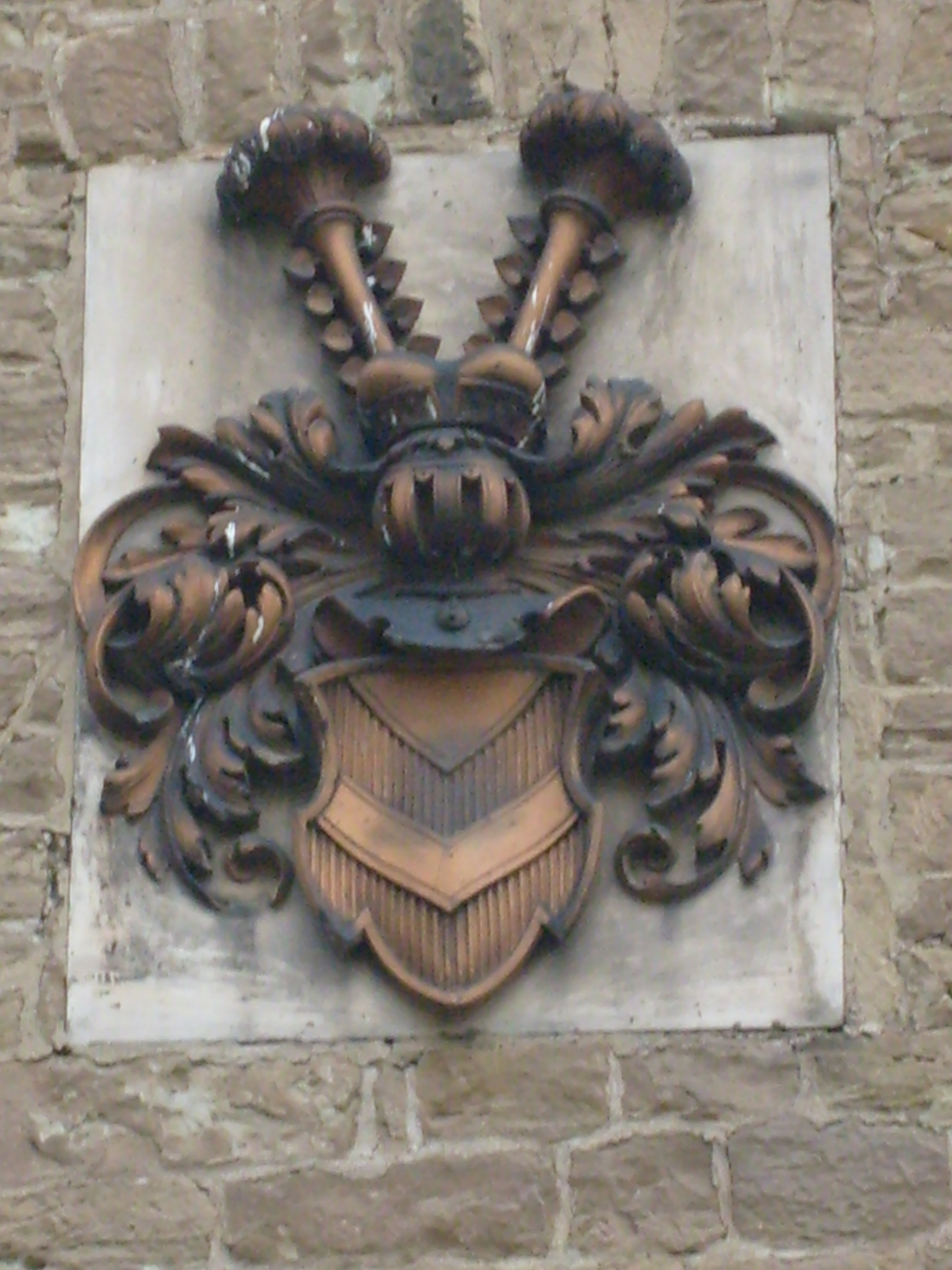
Wappen an der Sporthalle
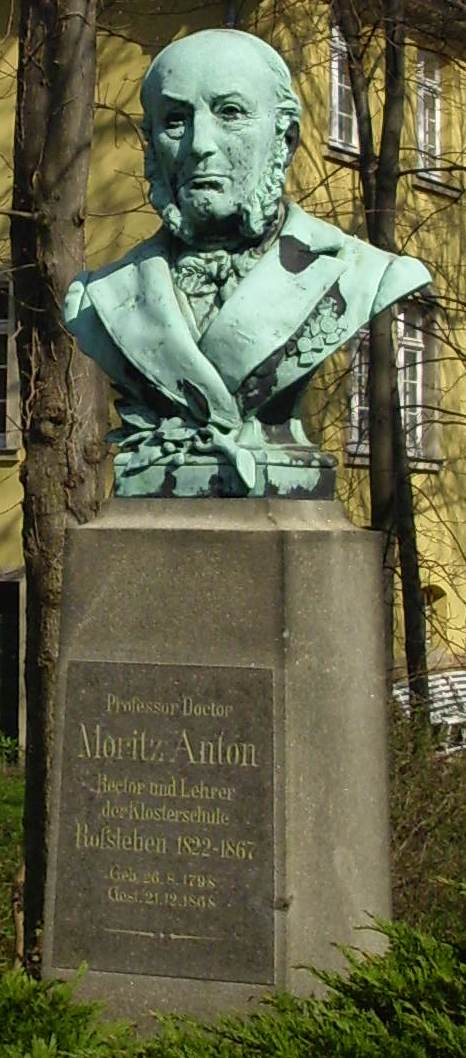
Gedenkbüste August Friedrich Moritz Anton

## Trivia
Für den deutschen Spielfilm Spieltrieb wurden zum Teil Außenaufnahmen im Internat Roßleben gedreht.

## Schulleiter
- 1554 – 1557 Isaak Faust
- 1557 – 1564 Michael Schultes
- 1564 – 1565 Philipp Seidler
- 1565 – 1567 Thomas Venatorius
- 1567 – 1575 Johann Eckstrophius
- 1575 – 1585 Zacharius Crauel
- 1585 – 1592 Johann Fertsch
- 1592 – 1597 Matthäus Meldner
- 1597 – 1623 Christian Bodenstein
- 1623 – 1627 Christian Siegel
- 1627 – 1633 Joachim Knape
- 1633 – 1634 Daniel Heimburger
- 1634 – 1639 Sebastian Meiz
- 36 Jahre Unterbrechung des Unterrichtsbetriebes in Folgen des Dreißigjährigen Krieges
- 1675 – 1679 Andreas Stier
- 1680 – 1686 Jakob Schmalz
- bedingt durch den Klosterbrand bleibt die Schule 56 Jahre geschlossen
- 1742 – 1785 Johann Gottfried Schmutzer
- 1786 – 1800 Friedrich Benignus Jakob Ludwig Strack
- 1800 – 1837 Benedict Wilhelm
- 1838 – 1842 Theodor Herold
- 1842 – 1866 Moritz Anton
- 1866 – 1869 Gustav Lothholz
- 1869 – 1883 Christian Friedrich Wentrup
- 1883 – 1887 Friedrich Ludwig Scheibe
- 1887 – 1892 Julius Neumann
- 1892 – 1899 August Heilmann
- 1899 – 1903 Gustav Sorof
- 1903 – 1908 Johannes Biereye
- 1908 – 1917 Hermann Schmidt
- 1917 – 1921 Walther Michaelis
- 1921 – 1934 Ulrich Heinemann
- 1934 – 1942 Kurt Sachse
- 1942 – 1945 Theodor Meyer
- 1945 – 1946 Karl Most
- 1946 – 1949 Friedrich Istel
- 1949 – 1952 Friedrich Pätzold
- 1952 – 1954 Alfred Meißner
- 1954 – 1956 Werner Jeschke
- 1956 – 1962 Edmund Haase
- 1962 – 1987 Ernst Bösemüller
- 1987 – 1990 Elke Lohse
- 1990 – 2004 Erich Hofereiter
- 2004 – 2014 Liliana Meyer
- 2014 – 2021 Gernot Gröppler
- 2021 – Thomas Hecker (kommissarisch)
- 2022 – 2023 Bernd Westermeyer
- 2023 – Thomas Hecker (kommissarisch)
- 2024 – Dr. Karsten Plöger

## Persönlichkeiten

### Lehrer
- August Wilhelm Zachariä (1769–1823), Lehrer von 1803 bis 1823 und Flugpionier
- Bernhard Giseke (1823–1876), Altphilologe und Gymnasiallehrer, Lehrer von 1856 bis 1862
- Johannes Wilhelm Boysen (1834–1870), Dichter, Lehrer von 1862 bis 1864
- August Matthes (1858–1945), Theologe, Oberlehrer und Schulpfarrer von 1890 bis 1895
- Walter Bubbe (1890–1970), Klassischer Philologe, in Roßleben von 1918 bis 1960, zuletzt als Oberstudienrat

### Schüler
- Ägidius Gutbier (* 1. September 1617 in Weißensee (Thüringen); † 27. September 1667 Ufhoven) war ein deutscher Theologe, Orientalist und Gymnasiallehrer
- Johann Jakob Lungershausen (1665–1729), Theologe, Hochschullehrer in Jena und Superintendent von Mühlhausen
- Friedrich Wilhelm Heinrich von Trebra (* 5. April 1740 in Allstedt; † 16. Juli 1819 in Freiberg), sächsischer Oberberghauptmann
- August Thieme (* 26. Februar 1780 in Allstedt, † 13. Juni 1860 in Allstedt), war ein deutscher Dichter des weimarischen Dichterkreises (Schüler von 1792 bis 1798)
- Karl Hartwig Gregor von Meusebach (1781–1847), jurist, Literaturwissenschaftler
- Karl Georg Jacob (1796–1849), Philologe und Historiker
- Theodor Franz Christian von Seckendorff (1801–1858), preußischer Diplomat
- Hartmann von Witzleben (* 9. Dezember 1805 in Weißenfels; † 12. Oktober 1878 in Merseburg), Oberpräsident der Provinz Sachsen und Erbadministrator der Klosterschule Roßleben
- Otfried Hans von Meusebach (1812–1897), Farmer, Botaniker, Politiker in Texas, Gründer der Stadt Fredericksburg dort
- Carl Ludwig Nietzsche (* 10. Oktober 1813 in Eilenburg; † 30. Juli 1849 in Röcken), protestantischer Pfarrer und Vater des Philosophen Friedrich Nietzsche (Schüler von 1828 bis 1833)
- George Hesekiel (1819–1874), Journalist, Schriftsteller
- Bernhard Giseke (1823–1876), Altphilologe und Gymnasiallehrer
- August Nebe (* 14. März 1826, † 10. April 1895) war Pastor zur Roßleben und Historiker
- Otto von Hinckeldey (1838–1878), Landrat
- Heinrich von Lancizolle (1838–1892), preußischer Baumeister und Baubeamter
- Ludwig Curt von Ponickau (1838–1880), Landrat
- Franz Weineck (1839–1921), Gymnasialdirektor und Heimatforscher
- Hans von Kanitz (1841–1913), Mitglied des Reichstags des Norddeutschen Bundes, des Preußischen Abgeordnetenhauses und von 1889 bis 1913 des Deutschen Reichstags
- Georg Graf von Kanitz (1842–1922), Hofmarschall, Vize-Zeremonienmeister, Mitglied des Deutschen Reichstags
- Alfred von Werthern (1842–1908), preußischer Generalmajor, Genealoge
- Hans Hermann von Berlepsch (1843–1926), Oberpräsident der Rheinprovinz, preußischer Staatsminister für Handel und Gewerbe
- Siegfried von Saldern (1843–1913), Rittergutsbesitzer, Politiker und Reichstagsabgeordneter
- Wilhelm Graf von Kanitz (1846–1912), preußischer Generalleutnant
- Conrad von Saldern (1847–1908), deutscher Diplomat
- Wichard von Rochow (1848–1921), Politiker, Mitglied des Preußischen Herrenhauses, Vorsitzender des von Rochowschen Familienverbandes
- Werner von Freier (1854–1921), Forstbeamter
- Wolf Rudolf Freiherr Marschall von Altengottern (1855–1930), General der Kavallerie
- Karl Rudolf Hans Freiherr von Berlepsch (1857–1933), Berufsoffizier und Ornithologe, Berlepsch gilt als einer der Begründer des wissenschaftlichen und praktischen Vogelschutzes
- Karl von Waldow und Reitzenstein (1858–1945), Politiker, Großgrundbesitzer, Kommendator des Johanniterorden
- Alfred Hoche (1865–1943), deutscher Psychiater und Neurologe, Mitverfasser der Schrift über Die Freigabe der Vernichtung lebensunwerten Lebens (1920)
- Georg von dem Borne (1867–1918), Geophysiker
- Johannes Severin (* 10. Dezember 1869 in Breslau; † 25. Oktober 1937 in Berlin), deutscher Generalleutnant
- Victor Ritter Borosini von Hohenstern (1872–1968), deutsch-österreichischer Offizier und Diplomat
- Thilo von Trotha (1882–1969), Politiker, Grundbesitzer auf Schloss Schkopau
- Johann Ludwig Graf Schwerin von Krosigk (* 22. August 1887 in Rathmannsdorf, † 4. März 1977 in Essen), Reichsfinanzminister und 1945 „Leitender Minister der geschäftsführenden Reichsregierung“ Dönitz (Schüler von 1893 bis 1905)
- Hans Klaus von Werder (1892–1972), Adjutant des Prinzen Eitel Friedrich von Preußen sowie Bundesvorsitzender des Semper talis Bundes (1953–1971).
- Friedrich von Kessel (* 25. August 1896 in Ober-Glauche; † 13. Februar 1975 in Göttingen) Politiker (GB/BHE)
- Wolf Heinrich Graf von Helldorff (* 14. Oktober 1896 in Merseburg, † 15. August 1944), Reichstagsabgeordneter, 1935 Polizeipräsident von Berlin, nach dem Attentat auf Hitler im Strafgefängnis Berlin-Plötzensee hingerichtet (Schüler von 1909 bis 1910)
- Botho von Wussow (* 1901; † 1971), gehörte zum Kreisauer Kreis (Schüler, ohne Abitur)
- Albrecht von Kessel (* 6. November 1902 in Ober-Glauche; † 15. April 1976 in Bad Godesberg), war ein deutscher Diplomat, gehörte zum Kreisauer Kreis und Freundeskreises um Adam von Trott zu Solz
- Wichard von Alvensleben (* 19. Mai 1902 in Wittenmoor bei Stendal, Altmark; † 14. August 1982 in Ascheberg, Holstein) war ein deutscher Land- und Forstwirt und befreite 1945 als deutscher Offizier prominente SS-Geiseln in Südtirol
- Ulrich-Wilhelm Graf Schwerin von Schwanenfeld (* 21. Dezember 1902 in Kopenhagen, † 8. September 1944), Studium der Landwirtschaft, Ordonnanzoffizier bei Feldmarschall Erwin von Witzleben, nach dem Attentat auf Hitler im Strafgefängnis Berlin-Plötzensee hingerichtet (Schüler von 1919 bis 1921)
- Peter Graf Yorck von Wartenburg (* 13. November 1904 in Kleinöls, † 8. August 1944), Mitbegründer des Kreisauer Kreises, Vetter der Gebrüder Berthold und Claus Schenk Graf von Stauffenberg, nach dem Attentat auf Hitler im Strafgefängnis Berlin-Plötzensee hingerichtet (Schüler von 1920 bis 1923)
- Paul Graf Yorck von Wartenburg (* 26. Januar 1902 in Kleinöls, † 9. Juni 2002), Bruder von Peter Graf Yorck von Wartenburg, erster Konsul der Bundesrepublik Deutschland in Frankreich (Schüler von 1915 bis 1920)
- Nikolaus Christoph von Halem (* 15. März 1905 in Schwetz, † 9. Oktober 1944), Jurist, nach dem Attentat auf Hitler im Strafgefängnis Berlin-Plötzensee hingerichtet (Schüler von 1918 bis 1922)
- Johann Adolf Graf von Kielmansegg (1906–2006), Vier-Sterne-General der Bundeswehr, NATO-Oberbefehlshaber Alliierte Streitkräfte Europa Mitte (1967–1968), Kommandant der Ehrenlegion.
- Heinrich Ahasverus Graf von Lehndorff-Steinort (* 22. Juni 1909 in Hannover, † 4. September 1944), nach dem Attentat auf Hitler im Strafgefängnis Berlin-Plötzensee hingerichtet (Schüler von 1925 bis 1927)
- Gustav Albrecht Prinz zu Sayn-Wittgenstein-Berleburg (1907–1944), Chef des Hauses Sayn-Wittgenstein-Berleburg, deutscher Offizier, vermisst in Russland, (Schüler von 1922–1925).
- Eberhard von Breitenbuch (* 20. Juli 1910 in Dietzhausen, † 22. September 1980 in Göttingen), gehörte zum Kreis der Widerstandskämpfern gegen Adolf Hitler, Diplom-Forstingenieur, Oberforstmeister, Rittmeister und zuletzt Gutsherr auf Remeringhausen am Deister, Rechtsritter des Johanniterordens.
- Johannes Steinhoff (1913–1994), Jagdflieger im Zweiten Weltkrieg, Vier-Sterne-General der Bundeswehr und Inspekteur der Luftwaffe, Vorsitzender des NATO-Militärausschusses (1971–1974)
- Egbert Hayessen (* 28. Dezember 1913 in Eisleben, † 15. August 1944), Militärlaufbahn, ab November 1943 im Stab von General Olbricht, nach dem Attentat auf Hitler im Strafgefängnis Berlin-Plötzensee hingerichtet (Schüler von 1924 bis 1933)
- Joachim-Hermann Scharf (* 7. November 1921 in Nebra; † 22. Juni 2014 ebenda), Anatom und Biologe
- Rosmarie Trautmann, geborene Kind, (* 5. März 1938 in Halle (Saale); † 20. Oktober 2016 ebenda), Juristin und Rechtswissenschaftlerin an der Martin-Luther-Universität Halle-Wittenberg (Schülerin von 1952 bis zum Abitur 1956)
- Rainer Kirsch (* 17. Juli 1934 in Döbeln, † 4. September 2015 in Berlin), Schriftsteller und Lyriker (Abitur 1953), Maler und Künstler
- Gottfried Biller (* 1951), Kirchenmusiker
- Jens Cotta (* 1972), Politiker (AfD), Mitglied des Thüringer Landtags
- Beate Meißner (* 1982), Politikerin (CDU), Mitglied des Thüringer Landtags, seit 2024 ist sie Thüringer Ministerin für Justiz, Migration und Verbraucherschutz
- Annekatrin Thiele (* 18. Oktober 1984 in Sangerhausen), Silbermedaillengewinnerin bei Olympia 2008 im Ruder-Doppelzweier Damen, 3. Platz Weltmeisterschaften im Doppelvierer 2009, Europameisterin im Doppelzweier 2010, 6. Platz Weltmeisterschaften im Einer 2011, Silbermedaillengewinnerin bei Olympia 2012 im Doppelvierer, Goldmedaillengewinnerin bei Olympia 2016 im Doppelvierer